# كودي ستانلي
كودي ستانلي (بالإنجليزية: Cody Stanley)‏ هو لاعب كرة قاعدة أمريكي، ولد في 21 ديسمبر 1988 في كلينتون في الولايات المتحدة.

## وصلات خارجية
- كودي ستانلي على موقع دوري كرة القاعدة الرئيسي (الإنجليزية)
- كودي ستانلي على موقعبيزبول رفرنس.كوم (الدوري الرئيسي) (الإنجليزية)
- كودي ستانلي على موقعبيزبول رفرنس.كوم (الدوري الثانوي) (الإنجليزية)
- كودي ستانلي على موقع إي إس بي إن.كوم (أم.أل.بي) (الإنجليزية)
- كودي ستانلي على موقع مشجعي الرسوم البيانية (الإنجليزية)